# 41573 Miriamrobbins
41573 Miriamrobbins è un asteroide della fascia principale. Scoperto nel 2000, presenta un'orbita caratterizzata da un semiasse maggiore pari a 2,597261 UA e da un'eccentricità di 0,253744, inclinata di 11,750224° rispetto all'eclittica. Ha un diametro di 5,267 km.